# Rhys Wakefield

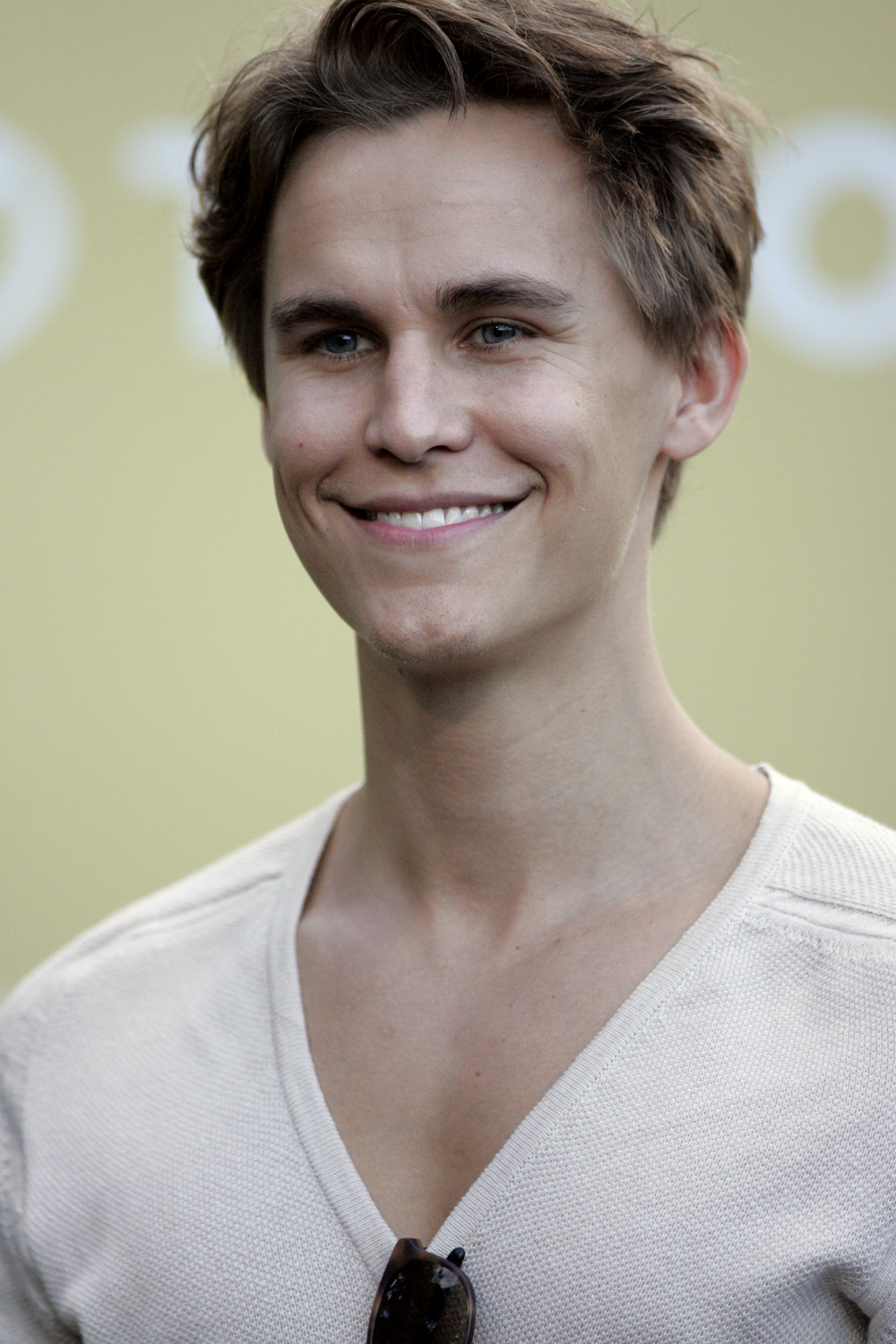
Rhys Wakefield beim Tropfest 2013

Rhys Wakefield (* 20. November 1988 in Cairns, Queensland) ist ein australischer Schauspieler.

## Leben
Wakefield wurde in Cairns, Queensland geboren. Er besuchte Kurse am McDonald College of Performing Arts, an dem er 2003 ein Stipendium erhielt. Während dieser Zeit spielte er in vielen Theaterstücken wie zum Beispiel in Shakespeare mit und war an Projekten mit dem Opera Australia und den Australian Ballet beteiligt. Neben seinen Kursen am McDonald College besuchte er eine Schauspielschule. Im Jahr 2006 absolvierte er seinen Abschluss an dem McDonald College.
Seine Schauspielkarriere begann 2000 mit einer kleinen Rolle in dem Film Bootmen. Im darauffolgenden Jahr war er in elften und zwölften Episoden der Fernsehserie Koalas und andere Verwandte als Brad zu sehen. Seinen Durchbruch in Australien schaffte er in der Seifenoper Home and Away. Dort war er vom August 2005 bis Februar 2008 als Lucas Holden zu sehen. Für diese Rolle wurde er 2006 für einen Logie Award nominiert. 2008 erhielt er seine erste Hauptrolle in dem Spielfilm The Black Balloon, in dem er die Rolle des Thomas Mollison verkörperte. Der Film feierte im Februar 2008 bei den Internationalen Filmfestspielen von Berlin Premiere und erhielt dort den Gläsernen Bären in der Kategorie Generation 14plus.
Nach seinem Ausstieg bei Home and Away war er 2011 in dem von James Cameron produzierten Actionfilm Sanctum als Josh McGuire zu sehen. Des Weiteren erhielt er Rollen in den Filmen Broken Hill (2009), Nobody Walks (2012), The Purge – Die Säuberung (2013), Party Invaders (2013) und Endless Love (2014). Beim Neuchâtel International Fantastic Film Festival 2013 feierte der Science-Fiction-Film The Philosophers – Wer überlebt? mit Wakefield in der Rolle des James Premiere.

## Filmografie (Auswahl)
- 2000: Bootmen
- 2002: Koalas und andere Verwandte (Don’t Blame Me, Fernsehserie, 2 Folgen)
- 2005–2008: Home and Away (Fernsehserie)
- 2008: The Black Balloon
- 2009: Broken Hill
- 2011: Sanctum
- 2012: Nobody Walks
- 2013: The Purge – Die Säuberung (The Purge)
- 2013: Party Invaders (+1)
- 2013: A Man Walks Into a Bar (Kurzfilm)
- 2013: The Philosophers – Wer überlebt? (After the Dark)
- 2014: Endless Love
- 2017: You Get Me
- 2019: Bliss
- 2019: Reprisal (Fernsehserie, 10 Folgen)
- 2019: True Detective (Fernsehserie, 5 Folgen)